# لیک رابرتس (نیومکزیکو)
لیک رابرتس (به انگلیسی: Lake Roberts) یک منطقهٔ مسکونی در ایالات متحده آمریکا است که در نیومکزیکو واقع شده‌است. لیک رابرتس ۵۳ نفر جمعیت دارد و ۱٬۸۲۹٫۱۳ متر بالاتر از سطح دریا واقع شده‌است.